# Muzeum Gry i Komputery Minionej Ery
Muzeum Gry i Komputery Minionej Ery – wrocławskie muzeum poświęcone historii gier, konsol i komputerów oraz retroinformatyce. Otwarte zostało 2 września 2017 roku w budynku Dworca Świebodzkiego. Stworzone przez członków inicjatywy RetroGralnia przy udziale środków crowdfundingowych. Muzeum jest kontynuacją wcześniejszych działań istniejącej od 2011 roku inicjatywy, na które składała się między innymi organizacja wystaw, w tym w roku 2017 pod marką mającego powstać Muzeum.
Na ekspozycje muzealne składają się:
- ekspozycja około 100 konsol i komputerów z lat '70 do wczesnych lat 2000,
- ekspozycja gier mechanicznych i elektromechanicznych,
- ekspozycja gier przenośnych
- ekspozycja akcesoriów i kontrolerów,
- automaty arcade,
- kolekcja czasopism z lat 90. XX wieku,
- stanowiska interaktywne do gry[5].

W zasobach Muzeum znajduje się ponad 200 komputerów i konsol, około 500 konsol przenośnych i 200 gier mechanicznych i elektrycznych.
W muzeum zobaczyć można między innymi eksponaty wyjątkowe, takie jak np. pierwszy komputer PC – IBM 5150, pierwszą konsolę domową Magnavox Odyssey, czy oryginalny automat Asteroids oraz bardziej popularne i znane w Polsce maszyny firm Commodore, Atari, Amiga, Nintendo, Sega, czy Pegasus.